# Сикора, Вениамин Дмитриевич
Вениамин Дмитриевич Сикора (укр. Сікора Веніамін Дмитрович; 1940 год, Холмщина, Польша — 10 августа 2004 года) — украинский экономист. Один из основателей «Народного руха Украины».
Доктор экономических наук (1986), профессор (1988). Академик-основатель АН высшей школы Украины (1992).
Член Королевского экономического общества (Лондон, 1997), Международного общества Йозефа Шумпетера (1997), Института политической экономии имени К. Поляны (1998).

## Биография
Окончил исторический факультет Львовского государственного университета имени Ивана Франко (1963), экономический факультет и аспирантуру Киевского государственного университета имени Т. Г. Шевченко (1968).
Докторская диссертация «Социально-институциональное направление в современной буржуазной политической экономии. (Критический анализ)» (Киев, 1984) .

 В. Сикора… свидетельствует, что в середине 1970-х годов он был приглашён в Москву и возглавил группу специалистов для подготовки программы реформ перехода к рыночной экономике, то есть программы реставрации капитализма. Закономерно, что потом тот же В. Сикора вместе с Л. Кравчуком непосредственно участвовали в подготовке программных документов «Народного руха Украины». — Наталья Витренко
Работал в Институте международных отношений Киевского университета им. Т. Г. Шевченко, в Национальной академии управления Украины.